# Джафаров, Сафтар Мамед оглы
Сафтар Мамед оглы Джафаров (азерб. Səftər Məmməd oğlu Cəfərov, по азербайджанской кириллице Сәфтәр Мәммәд оғлу Ҹәфәров; июнь 1900, Баку — 16 ноября 1961, там же) — партийный и государственный деятель Азербайджанской ССР и Союза ССР.
Возглавлял наркоматы юстиции (1932—1935) и земледелия Азербайджанской ССР (1940—1947). Был депутатом Верховного Совета Азербайджанской ССР I, II, III, IV и V созывов. Занимал должности председателя ЦИК Нахичеванской АССР, председателя Президиума Верховного Совета Азербайджанской ССР (1959—1961).

## Биография
Сафар Джафаров родился в июне 1900 года в селении Пиршаги (около Баку).
В апреле 1920 года в Азербайджане установилась Советская власть. До этого момента Джафаров работал в Баку по найму и когда в город вступила 11-я Красная Армия, то он добровольно пошёл в её ряды. В том же году, в армии, он стал членом РКП(б). Сафтар Джафаров в течение нескольких лет (с 1920 по 1932 год) состоял в рядах Рабоче-Крестьянской Красной армии (РККА) и прошёл путь от рядового до военного комиссара.
Проучился на юридическом факультете Азербайджанского государственного университета. Начиная с 1932 и по 1935 год он был прокурором и народным комиссаром (наркомом) юстиции Азербайджанской ССР, а в 1935 году стал Уполномоченным Народного комиссариата заготовок СССР по Азербайджанской ССР.
Некоторое время Сафар Джафаров являлся председателем ЦИК Нахичеванской АССР (1937), работал управляющим «Аззаготхлопка», постоянным представителем Азербайджанской ССР при Совете Народных Комиссаров СССР (СНК СССР). 27 октября 1940 года Джафаров стал народным комиссаром земледелия Азербайджанской ССР и проработал во главе данного ведомства до 1947 года.
В 1947 году Джафарова избрали секретарём Президиума Верховного Совета Азербайджанской ССР, а в 1957 году стал заместителем председателя Президиума. Постановлением III сессии Верховного Совета Азербайджанской ССР V созыва, 26 ноября 1959 года Джафаров был утверждён председателем Президиума, а спустя несколько дней — 15 декабря — постановлением XII пленума ЦК Компартии Азербайджана стал членом Бюро ЦК Компартии республики.
XXII съезд КПСС, проходивший в Москве с 17 по 31 октября 1961 года, в последний свой день избрал Джафарова и ещё 64 человек членами Центральной ревизионной комиссии.
Будучи одновременно председателем Президиума Верховного Совета, членом Бюро ЦК Компартии республики и Центральной ревизионной комисии, Сафтар Джафаров скончался 16 ноября 1961 года в Баку.

## Награды
- Орден Трудового Красного Знамени (27.04.1940) — в ознаменование 20-й годовщины освобождения Азербайджана от ига капитализма и установления там советской власти, за успехи в развитии нефтяной промышленности, за достижения в области подъёма сельского хозяйства и образцовое выполнение строительства Самур-Дивичинского канала[2].
- Орден Ленина (1943) — за успешное выполнение заданий Правительства по развитию сельского хозяйства и животноводства[2]
- Орден Ленина (07.09.1960) — к 60-летию со дня рождения и за заслуги перед Советским государством